# Toxandrien

Toxandrien (919–1125)

Toxandrien ist die historische Bezeichnung für eine Region in Noord-Brabant. Sie liegt zwischen den Flüssen Maas, Dijle und Schelde in der belgisch-niederländischen Grenzregion. Der Name bezieht sich auf die Eburonen. Sowohl der Name Eburonen als auch der Name Toxandrien beziehen sich auf die giftige Eibe (Taxus), die hier massenhaft wuchs.
Nach wiederholten Angriffen der Franken auf das Römische Reich übergab Kaiser Julian im Jahre 358 Toxandrien als Gegenleistung für die Bereitstellung von Truppen und Grenzsicherungsaufgaben den Salfranken, einem fränkischen Stamm, als Siedlungsgebiet. Dafür versprachen die Foederaten, den Schutz der römischen Grenzen in diesem Gebiet zu übernehmen, und verteidigten sie unter Merowech gegen angreifende Hunnen unter Attila.
Im Mittelalter war Toxandrien zunächst Bestandteil des Herzogtums Niederlothringen. Nach dessen Auflösung gehörte die heute nicht mehr exakt abzugrenzende Landschaft im Wesentlichen zum Herzogtum Brabant.